# 鲍莉芸
鲍莉芸，中华人民共和国政治人物、全国脱贫攻坚先进个人。

## 生平
鲍莉芸任弋阳县葛溪乡雷兰村驻村工作队队长兼第一书记，江西省妇联办公室副主任。因在脱贫攻坚战中作出突出贡献，2021年2月25日全国脱贫攻坚总结表彰大会上，鲍莉芸被授予“全国脱贫攻坚先进个人”。